# Qualificazioni al campionato mondiale di beach soccer 2021 - CONMEBOL
Il torneo sudamericano di qualificazione al Campionato mondiale di beach soccer 2021 è stato disputato dalle nazionali sudamericane dal 26 giugno al 14 luglio 2021, e vi hanno partecipato un totale di 10 squadre nazionali.

## Formula e regolamento
Le qualificazioni consistono in due fasi:
- Fase a gironi: Le 10 nazionali rimanenti sono sorteggiate in due gruppi di cinque squadre. Le prime due classificate di ogni girone avanzano alla fase finale, le rimanenti disputano gli incontri di classificazione.
- Fase ad eliminazione diretta: Le 4 nazionali rimanenti sono sorteggiate in un torneo ad eliminazione diretta. Le prime tre classificate si qualificano al campionato mondiale.

## Fase a gironi

### Gruppo A
| Squadra   | P.ti | G | V | V+ | Vr | P | GF | GS | DR  |
| --------- | ---- | - | - | -- | -- | - | -- | -- | --- |
| Brasile   | 12   | 4 | 4 | 0  | 0  | 0 | 29 | 11 | +18 |
| Paraguay  | 9    | 4 | 3 | 0  | 0  | 1 | 18 | 13 | +5  |
| Venezuela | 5    | 4 | 1 | 1  | 0  | 2 | 15 | 20 | -5  |
| Perù      | 3    | 4 | 1 | 0  | 0  | 3 | 11 | 14 | -3  |
| Ecuador   | 0    | 4 | 0 | 0  | 0  | 4 | 5  | 23 | -18 |

### Gruppo B
| Squadra   | P.ti | G | V | V+ | Vr | P | GF | GS | DR  |
| --------- | ---- | - | - | -- | -- | - | -- | -- | --- |
| Uruguay   | 11   | 4 | 3 | 1  | 0  | 0 | 12 | 6  | +6  |
| Colombia  | 9    | 4 | 3 | 0  | 0  | 1 | 14 | 11 | +3  |
| Argentina | 4    | 4 | 1 | 0  | 1  | 2 | 11 | 10 | +1  |
| Cile      | 3    | 4 | 1 | 0  | 0  | 3 | 10 | 8  | +2  |
| Bolivia   | 0    | 4 | 0 | 0  | 0  | 4 | 4  | 16 | -12 |

## Fase a eliminazione diretta

### Tabellone
|  | Semifinali | Semifinali | Semifinali |         |         | Finale          | Finale          | Finale          |  |
|  |            |            |            |         |         |                 |                 |                 |  |
|  | Brasile    | Brasile    | 3          |         |         |                 |                 |                 |  |
|  | Brasile    | Brasile    | 3          |         |         |                 |                 |                 |  |
|  | Colombia   | Colombia   | 1          |         |         |                 |                 |                 |  |
|  | Colombia   | Colombia   | 1          |         | Brasile | Brasile         | 3               |                 |  |
|  |            |            |            |         | Brasile | Brasile         | 3               |                 |  |
|  |            |            | Uruguay    | Uruguay | 1       |                 |                 |                 |  |
|  | Uruguay    | Uruguay    | Uruguay    | Uruguay | 1       | 4               |                 |                 |  |
|  | Uruguay    | Uruguay    |            |         |         | 4               |                 |                 |  |
|  | Paraguay   | Paraguay   | 3          |         |         | Finale 3º posto | Finale 3º posto | Finale 3º posto |  |
|  | Paraguay   | Paraguay   | 3          |         |         |                 |                 |                 |  |
|  |            |            |            |         |         |                 |                 |                 |  |
|  |            |            |            |         |         | Colombia        | Colombia        | 2               |  |
|  |            |            |            |         |         | Colombia        | Colombia        | 2               |  |
|  |            |            |            |         |         | Paraguay        | Paraguay        | 4               |  |

|  | Finale 5º posto |   |
|  |                 |   |
|  | Venezuela       | 4 |
|  | Venezuela       | 4 |
|  | Argentina       | 3 |
|  | Argentina       | 3 |

|  | Finale 7º posto |   |
|  |                 |   |
|  | Perù            | 2 |
|  | Perù            | 2 |
|  | Cile            | 5 |
|  | Cile            | 5 |

|  | Finale 9º posto |   |
|  |                 |   |
|  | Ecuador         | 1 |
|  | Ecuador         | 1 |
|  | Bolivia         | 6 |
|  | Bolivia         | 6 |

## Classifica finale
| Squadre qualificate alla Campionato mondiale di beach soccer 2021 |

| Rank | Team      |
| ---- | --------- |
|      | Brasile   |
|      | Uruguay   |
|      | Paraguay  |
| 4    | Colombia  |
| 5    | Venezuela |
| 6    | Argentina |
| 7    | Cile      |
| 8    | Perù      |
| 9    | Bolivia   |
| 10   | Ecuador   |

## Squadre qualificate al campionato mondiale
Le seguenti squadre si sono qualificate al Campionato mondiale di beach soccer 2021:
| Qualificate | Pres. | Ult. | Miglior risultato                       |
| ----------- | ----- | ---- | --------------------------------------- |
| Uruguay     | 7ª    | 2019 | 2º posto (2006)                         |
| Brasile     | 11ª   | 2019 | Campione (2006, 2007, 2008, 2009, 2017) |
| Paraguay    | 5ª    | 2019 | Quarti di finale (2017)                 |